# Медисонвил (Луизијана)
Медисонвил (енгл. Madisonville) град је у америчкој савезној држави Луизијана.

## Демографија
По попису из 2010. године број становника је 748, што је 71 (10,5%) становника више него 2000. године.
| Група             | 2000.       | 2010.       |
| Белци             | 571 (84,3%) | 637 (85,2%) |
| Афроамериканци    | 68 (10,0%)  | 34 (4,5%)   |
| Азијати           | 1 (0,1%)    | 10 (1,3%)   |
| Хиспаноамериканци | 17 (2,5%)   | 20 (2,7%)   |
| Укупно            | 677         | 748         |